# Stanisław Maciejewski (polityk)
Stanisław Maciejewski (ur. 1 sierpnia 1923 w Wielucianach w powiecie wileńsko-trockim, zm. 15 kwietnia 1998) – polski prawnik i działacz partyjny, poseł na Sejm PRL VII i VIII kadencji (1976–1985), wicewojewoda gorzowski (1982–1989).

## Życiorys
Z wykształcenia był prawnikiem. W czerwcu 1946 podjął pracę w starostwie powiatowym w Żaganiu oraz przystąpił do Stronnictwa Ludowego. W sierpniu 1949 został sekretarzem politycznym powiatowego zarządu SL i zasiadł w prezydium Powiatowej Rady Narodowej w Żaganiu. W 1950 zasiadł w Wojewódzkim Komitecie Zjednoczonego Stronnictwa Ludowego w Zielonej Górze. Od 1951 do 1960 pracował w Banku Rolnym oraz Narodowym Banku Polskim w Zielonej Górze. W latach 1966–1975 przewodził Wojewódzkiemu Związkowi Kółek Rolniczych w Zielonej Górze. Po reformie administracyjnej z 1975 pełnił funkcję prezesa ZSL w Gorzowie Wielkopolskim (1975–1980). Zasiadał też w Naczelnym Komitecie tej partii. W 1976 otrzymał mandat posła na Sejm VII kadencji w okręgu gorzowskim. W 1980 uzyskał reelekcję z tego samego okręgu. W pierwszej kadencji zasiadał w Komisji Prac Ustawodawczych, w kolejnej: Mandatowo-Regulaminowej, Skarg i Wniosków, Spraw Wewnętrznych i Wymiaru Sprawiedliwości oraz Rolnictwa i Przemysłu Spożywczego (następnie: Rolnictwa, Gospodarki Żywnościowej i Leśnictwa). W latach 1982–1989 pełnił obowiązki wicewojewody gorzowskiego.
Pochowany w Zielonej Górze, na Starym Cmentarzu przy ul. Wrocławskiej.

## Odznaczenia
- Krzyż Oficerski Orderu Odrodzenia Polski (1978)
- Krzyż Kawalerski Orderu Odrodzenia Polski (1970)
- Złoty Krzyż Zasługi (1964)
- Srebrny Krzyż Zasługi (1956)
- Medal 10-lecia Polski Ludowej (1955)
- Medal 30-lecia Polski Ludowej (1974)
- Odznaka 1000-lecia Państwa Polskiego